# 닐 맥도너
닐 맥도너(Neal McDonough)는 미국의 배우이다.

## 출연 작품

### 영화
- 다크맨 (1990)
- 외야의 천사들 (1994)
- 스타 트랙 8 - 퍼스트 콘택트 (1996)
- 파이어 다운 (1997)
- 블러드 솔저 (1999)
- 마이너리티 리포트 (2002)
- 타임라인 (2003) - 프랭크 고든 역
- 워킹 톨 (2004) - 제이 역
- 가디언 (2006)
- 아버지의 깃발 (2006)
- 힛쳐 (2007)
- 88분 (2007)
- 트레이터 (2008) - 맥스 역
- 스트리트 파이터: 춘리의 전설 (2009)
- 퍼스트 어벤져 (2011)
- 더 파이터 (2012)
- 더 마린 3 (2013)
- 레드: 더 레전드 (2013)
- 배트맨: 아캄 습격 (2014) - 목소리
- 폴 블라트: 몰 캅 2 (2015)
- 1922 (2017)
- 프라우드 메리 (2018)
- 수퍼 소닉 (2020) - 베닝턴 시장 역
- 에이펙스 (2021)
- 레지던트 이블: 라쿤시티 (2021) - 윌리엄 버킨 역
- 스트레인저 (2022)
- 킬링 맨 (2022) - 빈센트 역

### 텔레비전
- 밴드 오브 브라더스 (2001)
- 메디컬 인베스티게이션 (2004-05)
- 위기의 주부들 (2008-09) - 데이브 윌리엄 역
- 프로젝트 블루북 (2019-20)